# 1539
Il 1539 (MDXXXIX in numeri romani) è un anno  del XVI secolo.

## Eventi
- 28-30 maggio – Il governatore di Cuba Hernando de Soto sbarca in Florida insieme a 600 soldati: il loro scopo è passare tutto l'inverno ad esplorare la costa ovest della Florida. È soltanto l'inizio di una spedizione che durerà quattro anni e che giungerà fino all'odierno Oklahoma.
- 8 luglio – Francisco de Ulloa parte da Acapulco (Messico) per un viaggio in cui attraverserà il golfo di California per poi lanciarsi all'esplorazione della costa occidentale del Nord America.
- Dopo la morte di Bernardo Clesio, avvenuta il 30 luglio, il Capitolo di Trento nomina Cristoforo Madruzzo, all’epoca ventisettenne, principe vescovo della città.
- 20 settembre – I Tre Inquisitori di Stato divengono una magistratura stabile della Repubblica di Venezia.
- Viene fondato a Napoli il Monte di Pietà, opera pia che svolse attività bancaria concedendo prestito su pegno senza interessi. Da esso sarebbe derivato nel 1861 il Banco di Napoli.
- Viene fondata da Ignazio di Loyola la Compagnia di Gesù o ordine dei gesuiti (in latino Societas Iesu).
- Il parlamento inglese vota i Sei Articoli, confermando il credo cattolico riguardo alla transustanziazione, il celibato dei sacerdoti, l'importanza della confessione personale e prescrivendo sanzioni per tutti coloro che li negano.

## Nati

### Gennaio
- 7 gennaio - Sebastián de Covarrubias, lessicografo, crittografo e presbitero spagnolo († 1613)

### Febbraio
- 13 febbraio - Elisabetta d'Assia, nobile tedesca († 1582)
- 15 febbraio - Giovanni Battista Bertucci il Giovane, pittore italiano († 1614)
- 15 febbraio - Alessandro Valignano, gesuita, scrittore e missionario italiano († 1606)
- 23 febbraio - Salima Sultan Begum, principessa e poetessa indiana († 1613)

### Marzo
- 18 marzo - Maria di Nassau, nobildonna olandese († 1599)
- 29 marzo - Johann Fleischer, teologo tedesco († 1593)

### Aprile
- 5 aprile - Giorgio Federico di Brandeburgo-Ansbach, nobile († 1603)
- 12 aprile - Garcilaso de la Vega, scrittore peruviano († 1616)
- 30 aprile - Barbara d'Austria, nobile austriaca († 1572)

### Maggio
- 18 maggio - Nicolò di Gesù Maria Doria, banchiere e religioso italiano († 1594)
- 22 maggio - Edward Seymour, I conte di Hertford, nobile inglese († 1621)

### Giugno
- 6 giugno - Caterina Vasa, principessa († 1610)
- 27 giugno - Lionardo Salviati, umanista, filologo e scrittore italiano († 1589)

### Luglio
- 4 luglio - Ludovico VI del Palatinato, nobile tedesco († 1583)

### Settembre
- 1º settembre - Cesare Speciano, vescovo cattolico italiano († 1607)
- 9 settembre - Andrea Gonzaga, nobile italiano († 1586)
- 14 settembre - Vincenzo Carrari, letterato e storico italiano († 1596)
- 18 settembre - Ludovico Gonzaga-Nevers, nobile italiano († 1595)

### Novembre
- 1º novembre - Pierre Pithou, scrittore francese († 1596)

### Dicembre
- 1º dicembre - François Feuardent, teologo, predicatore e francescano francese († 1610)
- 5 dicembre - Fausto Sozzini, teologo italiano († 1604)

### Senza giorno specificato
- Mahinthra Thirat, sovrano siamese († 1569)
- José de Acosta, gesuita e scrittore spagnolo († 1600)
- Jost Amman, illustratore svizzero († 1591)
- Alessandro Andreasi, vescovo cattolico italiano († 1593)
- Andō Chikasue, militare giapponese († 1587)
- Ankokuji Ekei, militare giapponese († 1600)
- Alvise Belegno, politico, avvocato e letterato italiano († 1606)
- Giuseppe Bottone, scultore italiano († 1575)
- Felice Brusasorzi, pittore italiano († 1605)
- Giovanni Vincenzo Casali, scultore, architetto e ingegnere italiano († 1593)
- Fabrizio Dentice, compositore, liutista e gambista italiano († 1581)
- Giovan Battista Deti, letterato italiano († 1607)
- Gianandrea Doria, ammiraglio e nobile italiano († 1606)
- Pietro Fachetti, pittore e incisore italiano († 1613)
- Pietro Fiorini, architetto italiano († 1629)
- Nikolaus Haller, mercante tedesco († 1584)
- Karin Hansdotter,  svedese († 1596)
- Henry Herbert, II conte di Pembroke, nobile e politico inglese († 1601)
- Hōjō Ujiteru, militare giapponese († 1590)
- Ichijō Nobutatsu, militare giapponese († 1582)
- Maeda Gen'i, militare giapponese († 1602)
- Fantino Petrignani, arcivescovo cattolico italiano († 1600)
- Jean Riolan, medico francese († 1605)
- Girolamo Rossi, storico, filosofo e medico italiano († 1607)
- Olivier de Serres, agronomo e botanico francese († 1619)
- Ippolito Tartaglino, compositore e organista italiano († 1582)
- Pomponio Torelli, nobile e letterato italiano († 1608)
- Torii Mototada, militare giapponese († 1600)
- Pietro Usimbardi, vescovo cattolico italiano († 1611)
- Dario Varotari il Vecchio, pittore e architetto italiano († 1596)
- Carlo Ventimiglia, nobile, politico e militare italiano († 1583)
- Ascanio Vittozzi, architetto italiano († 1615)
- Federico Zuccari, pittore italiano († 1609)
- Antonino da Patti, religioso italiano
- Juan de Zúñiga y Requeséns, diplomatico e politico spagnolo († 1586)

## Morti

### Gennaio
- 13 gennaio - Il Pordenone, pittore italiano
- 13 gennaio - Guido II Rangoni, condottiero italiano (n. 1485)

### Febbraio
- 6 febbraio - Giovanni III di Kleve, nobile (n. 1490)
- 13 febbraio - Isabella d'Este, nobile, mecenate e collezionista d'arte italiana (n. 1474)

### Marzo
- 3 marzo - Nicholas Carew, politico britannico
- 5 marzo - Francesco Vettori, ambasciatore italiano (n. 1474)
- 12 marzo - Thomas Boleyn, I conte del Wiltshire, ambasciatore inglese (n. 1477)
- 19 marzo - Edmund Howard, nobile britannico

### Aprile
- 17 aprile - Giorgio di Sassonia, nobile tedesco (n. 1471)

### Maggio
- 1º maggio - Leonardo Agricola, notaio italiano (n. 1480)
- 1º maggio - Isabella d'Aviz (n. 1503)
- 7 maggio - Ottaviano Petrucci, editore musicale italiano (n. 1466)
- 12 maggio - Domenico Aimo, scultore italiano
- 26 maggio - Renata di Borbone-Montpensier, principessa francese (n. 1494)

### Giugno
- 17 giugno - Nicolas Bohier, giurista francese (n. 1469)
- 20 giugno - Filippo III di Waldeck, nobile tedesco (n. 1486)
- 26 giugno - Muhammad al-Tizini, astronomo arabo (n. 1461)

### Luglio
- 5 luglio - Antonio Maria Zaccaria, presbitero e medico italiano (n. 1502)
- 12 luglio - Fernando Colombo, scrittore e geografo spagnolo (n. 1488)
- 19 luglio - Lorenzo Campeggi, cardinale, vescovo cattolico e diplomatico italiano (n. 1474)
- 30 luglio - Bernardo Clesio, cardinale italiano (n. 1485)

### Agosto
- 10 agosto - Johannes Justus Lansperger, monaco cristiano e scrittore tedesco (n. 1489)
- 26 agosto - Piers Butler, VIII conte di Ormond, politico irlandese (n. 1467)

### Settembre
- 22 settembre - Guru Nanak Dev, mistico indiano (n. 1469)

### Novembre
- 2 novembre - Giacomo Simonetta, cardinale e vescovo cattolico italiano
- 14 novembre - Hugh Faringdon, abate inglese
- 15 novembre - Richard Whiting, abate inglese
- 30 novembre - Carlos Ometochtzin, nobile azteco

### Dicembre
- 6 dicembre - Francesco Chieregati, vescovo cattolico italiano (n. 1479)
- 21 dicembre - Maria Lorenza Longo, religiosa spagnola (n. 1463)
- 27 dicembre - John Stone, religioso e teologo inglese

### Senza giorno specificato
- Andreas Althamer, teologo tedesco (n. 1500)
- Diego de Alvarado Huanitzin, nobile
- Pietro Annibale, architetto e ingegnere italiano
- Giovanni Apobolimeo, francescano tedesco
- Ayşe Hatun, principessa ottomana (n. 1476)
- Francesco Bassano il Vecchio, pittore italiano
- James Beaton, arcivescovo cattolico scozzese (n. 1473)
- Francesco Besozzi, notaio italiano
- Vannoccio Biringuccio, artigiano italiano (n. 1480)
- Symphorien Champier, medico francese (n. 1471)
- Crisostomo Colonna, poeta, umanista e politico italiano (n. 1455)
- Nuno da Cunha, navigatore e poeta portoghese (n. 1487)
- Iacopo del Polta, poeta italiano (n. 1473)
- Agnolo Doni, mercante e mecenate italiano (n. 1474)
- Capo Donnacona,  nativo americano
- María Enríquez de Luna, nobildonna spagnola
- Estebanico, esploratore berbero (n. 1500)
- Adriano Fortescue, beato inglese
- Gianfrancesco "Cagnino" Gonzaga, militare italiano (n. 1502)
- Vincentius Opsopoeus, scrittore tedesco
- Gabriel Alonso de Herrera, agronomo spagnolo (n. 1470)
- Ichijō Fusaie, militare giapponese (n. 1475)
- Ayas Mehmed Pascià, politico ottomano (n. 1483)
- Antonio della Sassetta, nobile, presbitero e condottiero italiano
- María Osorio y Pimentel, nobildonna spagnola (n. 1498)
- Barbara Pallavicino, nobile italiana
- Marco Palmezzano, pittore e architetto italiano
- Pietro Prisco Guglielmucci, vescovo cattolico italiano
- Raffaele da Brescia, intagliatore e intarsiatore italiano
- Armaciotto dei Ramazzotti, condottiero italiano (n. 1464)
- Giovanni Righi, francescano italiano (n. 1469)
- Pero Lopes de Sousa, militare portoghese (n. 1497)
- Bartolomeo Spani, orafo, scultore e architetto italiano (n. 1468)
- Battista Spinola, doge (n. 1472)
- Pier Antonio da Sermide,  italiano
- María de Salinas, nobildonna spagnola

## Calendario
| Calendario 1539 | Calendario 1539 | Calendario 1539 | Calendario 1539 | Calendario 1539 | Calendario 1539 | Calendario 1539 | Calendario 1539 | Calendario 1539 | Calendario 1539 | Calendario 1539 | Calendario 1539 | Calendario 1539 | Calendario 1539 | Calendario 1539 | Calendario 1539 | Calendario 1539 | Calendario 1539 | Calendario 1539 | Calendario 1539 | Calendario 1539 | Calendario 1539 | Calendario 1539 | Calendario 1539 | Calendario 1539 | Calendario 1539 | Calendario 1539 | Calendario 1539 | Calendario 1539 | Calendario 1539 | Calendario 1539 | Calendario 1539 | Calendario 1539 |
| --------------- | --------------- | --------------- | --------------- | --------------- | --------------- | --------------- | --------------- | --------------- | --------------- | --------------- | --------------- | --------------- | --------------- | --------------- | --------------- | --------------- | --------------- | --------------- | --------------- | --------------- | --------------- | --------------- | --------------- | --------------- | --------------- | --------------- | --------------- | --------------- | --------------- | --------------- | --------------- | --------------- |
|                 | 1               | 2               | 3               | 4               | 5               | 6               | 7               | 8               | 9               | 10              | 11              | 12              | 13              | 14              | 15              | 16              | 17              | 18              | 19              | 20              | 21              | 22              | 23              | 24              | 25              | 26              | 27              | 28              | 29              | 30              | 31              |                 |
| Gennaio         | Me              | Gi              | Ve              | Sa              | Do              | Lu              | Ma              | Me              | Gi              | Ve              | Sa              | Do              | Lu              | Ma              | Me              | Gi              | Ve              | Sa              | Do              | Lu              | Ma              | Me              | Gi              | Ve              | Sa              | Do              | Lu              | Ma              | Me              | Gi              | Ve              |                 |
| Febbraio        | Sa              | Do              | Lu              | Ma              | Me              | Gi              | Ve              | Sa              | Do              | Lu              | Ma              | Me              | Gi              | Ve              | Sa              | Do              | Lu              | Ma              | Me              | Gi              | Ve              | Sa              | Do              | Lu              | Ma              | Me              | Gi              | Ve              |                 |                 |                 |                 |
| Marzo           | Sa              | Do              | Lu              | Ma              | Me              | Gi              | Ve              | Sa              | Do              | Lu              | Ma              | Me              | Gi              | Ve              | Sa              | Do              | Lu              | Ma              | Me              | Gi              | Ve              | Sa              | Do              | Lu              | Ma              | Me              | Gi              | Ve              | Sa              | Do              | Lu              |                 |
| Aprile          | Ma              | Me              | Gi              | Ve              | Sa              | Do              | Lu              | Ma              | Me              | Gi              | Ve              | Sa              | Do              | Lu              | Ma              | Me              | Gi              | Ve              | Sa              | Do              | Lu              | Ma              | Me              | Gi              | Ve              | Sa              | Do              | Lu              | Ma              | Me              |                 |                 |
| Maggio          | Gi              | Ve              | Sa              | Do              | Lu              | Ma              | Me              | Gi              | Ve              | Sa              | Do              | Lu              | Ma              | Me              | Gi              | Ve              | Sa              | Do              | Lu              | Ma              | Me              | Gi              | Ve              | Sa              | Do              | Lu              | Ma              | Me              | Gi              | Ve              | Sa              |                 |
| Giugno          | Do              | Lu              | Ma              | Me              | Gi              | Ve              | Sa              | Do              | Lu              | Ma              | Me              | Gi              | Ve              | Sa              | Do              | Lu              | Ma              | Me              | Gi              | Ve              | Sa              | Do              | Lu              | Ma              | Me              | Gi              | Ve              | Sa              | Do              | Lu              |                 |                 |
| Luglio          | Ma              | Me              | Gi              | Ve              | Sa              | Do              | Lu              | Ma              | Me              | Gi              | Ve              | Sa              | Do              | Lu              | Ma              | Me              | Gi              | Ve              | Sa              | Do              | Lu              | Ma              | Me              | Gi              | Ve              | Sa              | Do              | Lu              | Ma              | Me              | Gi              |                 |
| Agosto          | Ve              | Sa              | Do              | Lu              | Ma              | Me              | Gi              | Ve              | Sa              | Do              | Lu              | Ma              | Me              | Gi              | Ve              | Sa              | Do              | Lu              | Ma              | Me              | Gi              | Ve              | Sa              | Do              | Lu              | Ma              | Me              | Gi              | Ve              | Sa              | Do              |                 |
| Settembre       | Lu              | Ma              | Me              | Gi              | Ve              | Sa              | Do              | Lu              | Ma              | Me              | Gi              | Ve              | Sa              | Do              | Lu              | Ma              | Me              | Gi              | Ve              | Sa              | Do              | Lu              | Ma              | Me              | Gi              | Ve              | Sa              | Do              | Lu              | Ma              |                 |                 |
| Ottobre         | Me              | Gi              | Ve              | Sa              | Do              | Lu              | Ma              | Me              | Gi              | Ve              | Sa              | Do              | Lu              | Ma              | Me              | Gi              | Ve              | Sa              | Do              | Lu              | Ma              | Me              | Gi              | Ve              | Sa              | Do              | Lu              | Ma              | Me              | Gi              | Ve              |                 |
| Novembre        | Sa              | Do              | Lu              | Ma              | Me              | Gi              | Ve              | Sa              | Do              | Lu              | Ma              | Me              | Gi              | Ve              | Sa              | Do              | Lu              | Ma              | Me              | Gi              | Ve              | Sa              | Do              | Lu              | Ma              | Me              | Gi              | Ve              | Sa              | Do              |                 |                 |
| Dicembre        | Lu              | Ma              | Me              | Gi              | Ve              | Sa              | Do              | Lu              | Ma              | Me              | Gi              | Ve              | Sa              | Do              | Lu              | Ma              | Me              | Gi              | Ve              | Sa              | Do              | Lu              | Ma              | Me              | Gi              | Ve              | Sa              | Do              | Lu              | Ma              | Me              |                 |